# Nitrogen líquid

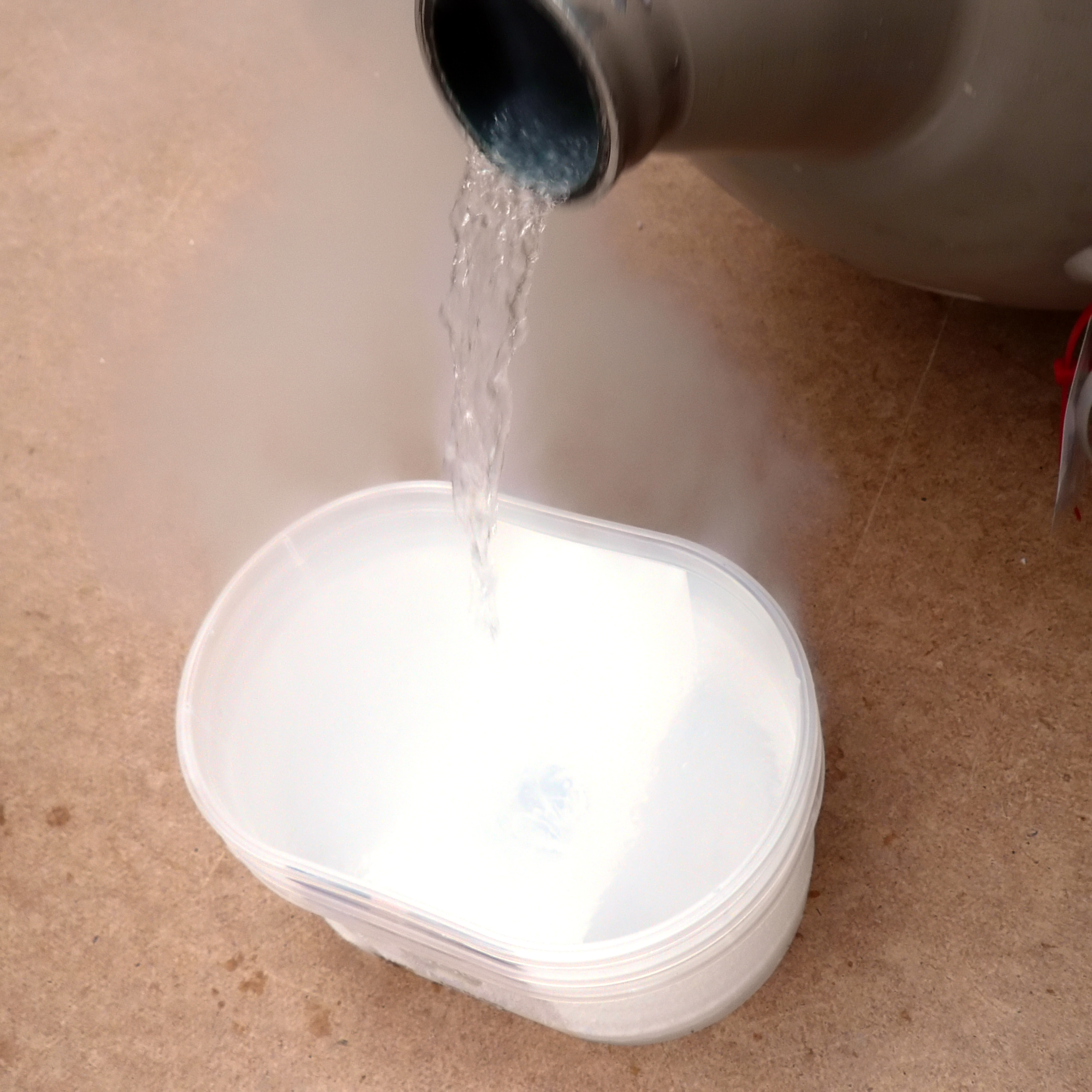
Nitrogen líquid

El  nitrogen líquid  és nitrogen pur en estat líquid a una temperatura igual o menor que la seva temperatura d'ebullició, que és de -195,8 °C a una pressió d'una atmosfera. El nitrogen líquid és incolor i inodor. La seva densitat al punt triple és de 0,707 g/ml.
Es produeix industrialment en grans quantitats per destil·lació fraccionada de l'aire líquid. A l'hora de manipular és recomanable llegir l'HDSP (full de seguretat del producte) pel fet que és un gas inert (desplaça l'oxigen) i per la seva baixa temperatura pot produir alguna cremada.

## Usos

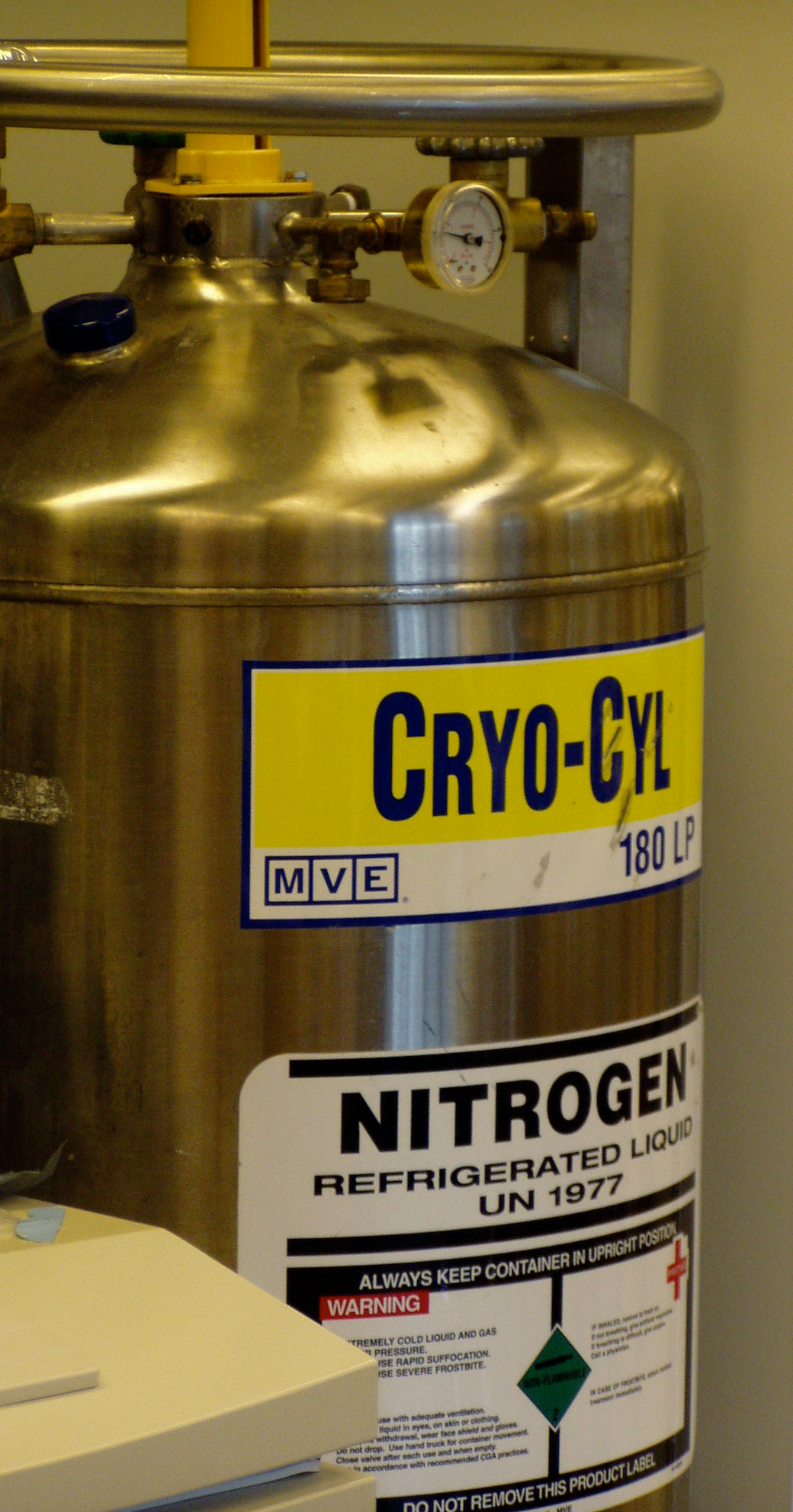
Tanc de nitrogen líquid.

El nitrogen líquid és una font de fàcil transport i compacta de gas nitrogen sense pressurització. A més, la seva capacitat per mantenir temperatures molt per sota del punt de congelació de l'aigua fa que sigui molt útil en una àmplia gamma d'aplicacions, principalment com un cicle obert de refrigerant, incloent: 
- Segellament de vies d'aigua en la construcció de túnels sota l'aigua o nivell freàtic del terreny, aplicant amb llances a l'interior de les fissures per on penetra l'aigua, el nitrogen líquid la congela taponant així la via i donant temps a aplicar coles adhesives o altres materials segellants.
- Conservació de mostres biològiques, per procurar una congelació ràpida que eviti el dany d'estructures microscòpiques (p. ex.: sang, esperma, ovaris). Per emmagatzemar cèl·lules de mostra en un laboratori. Per preservar mostres de teixit d'extirpacions quirúrgiques per a futurs estudis
- Com refrigerador per a pràctiques extremes d'overclock
- Com refrigerants per a les càmeres CCD en astronomia.
- En criogènia
- Per a la congelació i transport d'aliments
- Per conservació de o una altra classe de mostres biològiques.
- Per congelar l'aigua de les canonades en absència de vàlvula de pas.
- En crioteràpia per a l'eliminació de berrugues o hemorroides
- En la preparació d'aliments, com per fer gelat.

## Seguretat
Atès que de líquid a gas la taxa d'expansió és 1:694, una gran quantitat de força es pot generar si el nitrogen s'evapora sobtadament. En un accident el 2006 a la Universitat de Texas, els dispositius de descompressió dels tancs de nitrogen líquid van ser segellats amb taps de bronze. Com a resultat, el tanc va rebentar. La força de repulsió va ser tal, que va impulsar al tanc a través del mateix sostre de la sala.
A causa de la seva gèlida temperatura, tocar-lo directament podria causar amb tota seguretat greus cremades per fred.
A mesura que el nitrogen s'evapora redueix la concentració d'oxigen a l'aire i pot actuar com a asfixiant, especialment en espais confinats. El nitrogen és inodor, incolor i insípid, i podria produir asfíxia sense cap sensació o advertència prèvia.
Un assistent de laboratori va morir a Escòcia el 1999, aparentment asfixiat després del vessament de nitrogen líquid en un dipòsit del soterrani.
Els recipients que contenen nitrogen líquid poden condensar oxigen de l'aire. El líquid en el recipient es torna cada vegada més ric en oxigen (punt d'ebullició = 90 K) a mesura que el nitrogen s'evapora, i pot causar una violenta oxidació en material orgànic.

## Enllaços externs

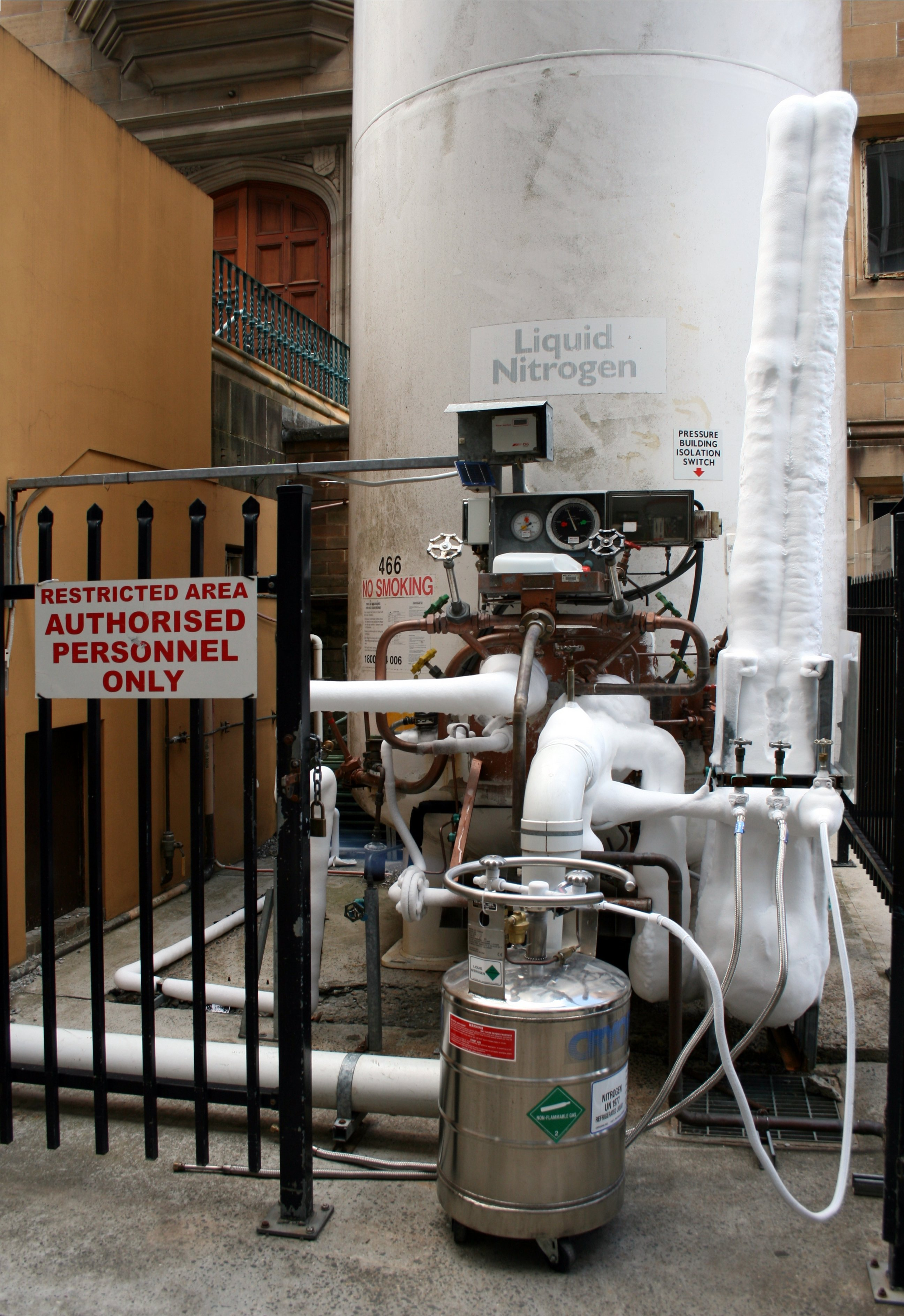
Ompliment d'un Dewar de nitrogen líquid d'un tanc d'emmagatzematge